# مذابح درينيتسا
كانت مذابح درينيتسا سلسلة من عمليات قتل المدنيين من ألبان كوسوفو التي ارتكبتها قوات الشرطة الخاصة الصربية في منطقة درينيتسا في وسط كوسوفو.
ووفقاً لهيومن رايتس ووتش، فإن الانتهاكات التي تعرضت لها منطقة درينيتسا خلال حرب كوسوفو 1998–1999 «كانت واسعة الانتشار لدرجة أن الوصف الشامل يتجاوز نطاق هذا التقرير». وقعت فظائع رئيسية في الفترة من فبراير إلى مارس 1998 في تشيرز وليكوشان وبريكاز، وخلال قصف حلف شمال الأطلسي ليوغوسلافيا، في الفترة من مارس إلى يونيو 1999 في قرى إيزبيتسا وريزالا وبوكليك وستارو تشيكاتوفو.

## الخلفية
درينيتسا هي منطقة جبلية في وسط كوسوفو يسكنها تقريباً على وجه الحصر الألبان العرقيون. يتمتع سكان المنطقة بتقليد طويل من المقاومة القوية للقوى الخارجية، التي يعود تاريخها إلى الحكم العثماني في البلقان. قرى منطقة درينيتسا هي مسقط رأس جيش تحرير كوسوفو الذي بدأ عملياته المسلحة في درينيتسا في عام 1996. وبحلول عام 1997، كان ألبان كوسوفو قد بدأوا يشيرون إلى درينيتسا على أنها «أرض محررة» بسبب وجود جيش تحرير كوسوفو.

## المذابح في عام 1998
في يناير 1998، بدأت الشرطة الصربية الخاصة عمليات أغارت على قرى في درينيتسا مرتبطة بجيش تحرير كوسوفو. وبين 28 فبراير و5 مارس، شنت الشرطة عدة هجمات عسكرية على قرى تشيرز، وليكوشان، وبريكاز، مستخدمة عربات مدرعة ومروحيات. وعلى الرغم من أن جيش تحرير كوسوفو شارك في القتال خلال هذه الهجمات، فإن القوات الحكومية أطلقت النار على النساء والأطفال وغيرهم من غير المقاتلين.
وفي 28 فبراير و1 مارس، قامت القوات الخاصة، رداً على كمينين من جيش تحرير كوسوفو، بمهاجمة قريتين متجاورتين، هما تشيرز وليكوشان.وشملت هذه القوات طائرات هليكوبتر وعربات مدرعة ومدافع هاون ورشاشات، تم تحويلها دون سابق إنذار إلى المدنيين في القريتين. وفي جميع المذابح التي وقعت في شيشان وتيريز، قُتل 24 مدنياً. وبعد أقل من أسبوع واحد، هاجمت الشرطة الخاصة في 5 مارس قرية بريكاز المجاورة - موطن آدم يشاري، زعيم جيش تحرير كوسوفو. وقد قُتل يشاري مع عائلته بأكملها، بما في ذلك النساء والأطفال. وقد أسفرت الهجمات، والقتال الذي أعقبه، عن مقتل 83 قروياً، من بينهم 24 امرأة وطفلاً على الأقل.
في كل الأمر، قُتل 83 من ألبان كوسوفو. وكان من بين القتلى مسنين وما لا يقل عن 24 امرأة وطفلا. وقد أُطلقت النار على العديد من الضحايا من مسافة قريبة مما يوحي بالإعدام بإجراءات موجزة؛ وأكدت ذلك تقارير لاحقة من شهود عيان.
في 3 مارس 1998، تجمع نحو 50،000 شخص لدفن 24 من ضحايا مذبحة درينيتسا في قرية ليكوشان. وكانت هذه المذابح مسؤولة جزئيا عن تطرف السكان الألبان في كوسوفو وساعدت على ترسيخ المعارضة المسلحة لحكم بلغراد. وقرر العديد من ذوي الأصل الألباني الذين التزموا بالسياسة اللاعنفية لإبراهيم روغوفا الانضمام إلى جيش تحرير كوسوفو، ويرجع ذلك جزئياً إلى أنهم ينظرون إلى التمرد المسلح على أنه الوسيلة الوحيدة لتحقيق الاستقلال.
المذابح كانت بداية حرب كوسوفو. بعد 28 فبراير 1998، أصبح القتال صراعاً مسلحاً. وبمجرد اندلاع النزاع المسلح، أصبحت المحكمة الجنائية الدولية ليوغوسلافيا السابقة معنية. وفي 10 مارس أعلنت المحكمة الجنائية الدولية ليوغوسلافيا أن «ولايتها القضائية تغطي أعمال العنف الأخيرة في كوسوفو».